# Énergie D t CGB

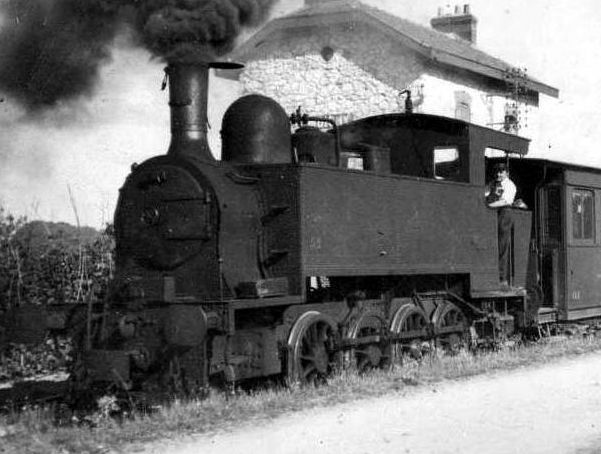
Locomotive n°53 en gare de Moigny-sur-École.

Le type l'Énergie D t ou 040T est un modèle de locomotive à vapeur construite par l'atelier l'Énergie pour la Compagnie des chemins de fer de grande banlieue (CGB). 

## Caractéristiques
- Nombre : 4 ex. construit[réf. nécessaire]  ;
- Numéros : 51 à 54[réf. nécessaire]  ;
- Écartement : standard (1 435 mm)[réf. nécessaire]  ;
- Type : 040 tender[réf. nécessaire]  ;
- Mise en service : 1913 et 1923[réf. nécessaire] .

### Crédits internes
- Cet article est partiellement ou en totalité issu de l'article intitulé « Compagnie des chemins de fer de grande banlieue » (voir la liste des auteurs).